# Nizar Watti
Nizar Watti, né le 20 juin 1948, est un ancien arbitre syrien de football. 

## Carrière
Il a officié dans des compétitions majeures : 
- Coupe du monde de football des moins de 17 ans 1991 (3 matchs)
- CAN 1992 (1 match)
- Dynasty Cup 1992 (2 matchs)